# Antoni Głowacki
Antoni Głowacki (Varsavia, 10 febbraio 1910 – Wellington, 27 aprile 1980) è stato un militare e aviatore polacco che fu un pilota da caccia durante il corso della seconda guerra mondiale volando con gli squadron polacchi assegnati alla Royal Air Force, noto per aver abbattuto cinque aerei tedeschi il 24 agosto 1940 durante la battaglia d'Inghilterra, diventando uno dei soli quattro piloti che ottennero lo status di "asso in un giorno" durante quella battaglia, gli altri furono il neozelandese Brian Carbury, l'inglese Ronald Hamlyn e lo scozzese Archie McKellar Insignito della Croce di Cavaliere dell'Ordine Virtuti militari n.8814..

## Biografia
Nacque il 10 febbraio 1910 a Varsavia. Dopo aver frequentato la scuola elementare e media, iniziò a frequentare la Scuola di Ingegneria Hipolit Wawelberg e Stanisław Rotwand. Nel 1926 entrò nell'Aero Club di Varsavia, e all'età di 18 anni trovò lavoro come direttore di laboratorio in una delle fabbriche della Philips, dove rimase fino al 1930. Iniziò la sua formazione aeronautica vicino a Łódź, all'aeroporto di Lublinek, e in seguito frequentò la scuola d'aviazione di Dęblin, ottenendo il brevetto di pilota nel 1935. 
Promosso ufficiale prestò servizio nel 1º Reggimento d'aviazione a Varsavia, e nel 1938,  completò un corso specialistico presso il Centro di addestramento dell'aeronautica militare n. 1 a Dęblin, rimanendo lì come istruttore di volo, poiché all'epoca l'aeronautica militare polacca aveva un grande bisogno di nuovi piloti.  Si unì ad altri istruttori come Jan Zumbach e Janusz Żurakowski.
Dopo lo scoppio della seconda guerra mondiale e l'inizio della campagna di Polonia, l'unità aerea di Dęblin non fu in grado di organizzare una difesa ed egli si unì a un plotone da ricognizione della Brigata corazzata motorizzata di Varsavia, comandata dal tenente pilota Julian Lagowski.  Al crollo della resistenza polacca alla fine di settembre, fuggì in Romania dove venne internato insieme a migliaia di altri soldati e aviatori polacchi. Raggiunse successivamente via mare la Francia, poiché l'attacco tedesco era oramai imminente, e gli fu ordinato, dato che parlava bene l'inglese, di unirsi ai primi 100 piloti selezionati per l'addestramento come pilota di bombardieri in Inghilterra. All'arrivo in Gran Bretagna il 28 gennaio 1940, i piloti furono trasferiti dalla Royal Air Force agli squadron di caccia che venivano rapidamente schierati in previsione di un attacco tedesco alla Gran Bretagna. 
Dopo l'addestramento iniziale presso la No. 6 OTU a Sutton Bridge,  fu assegnato al No. 501 RAF "County of Gloucester" Fighter Squadron il 5 agosto 1940 come sergente pilota volando sugli Hawker Hurricane.

### La Battaglia d'Inghilterra

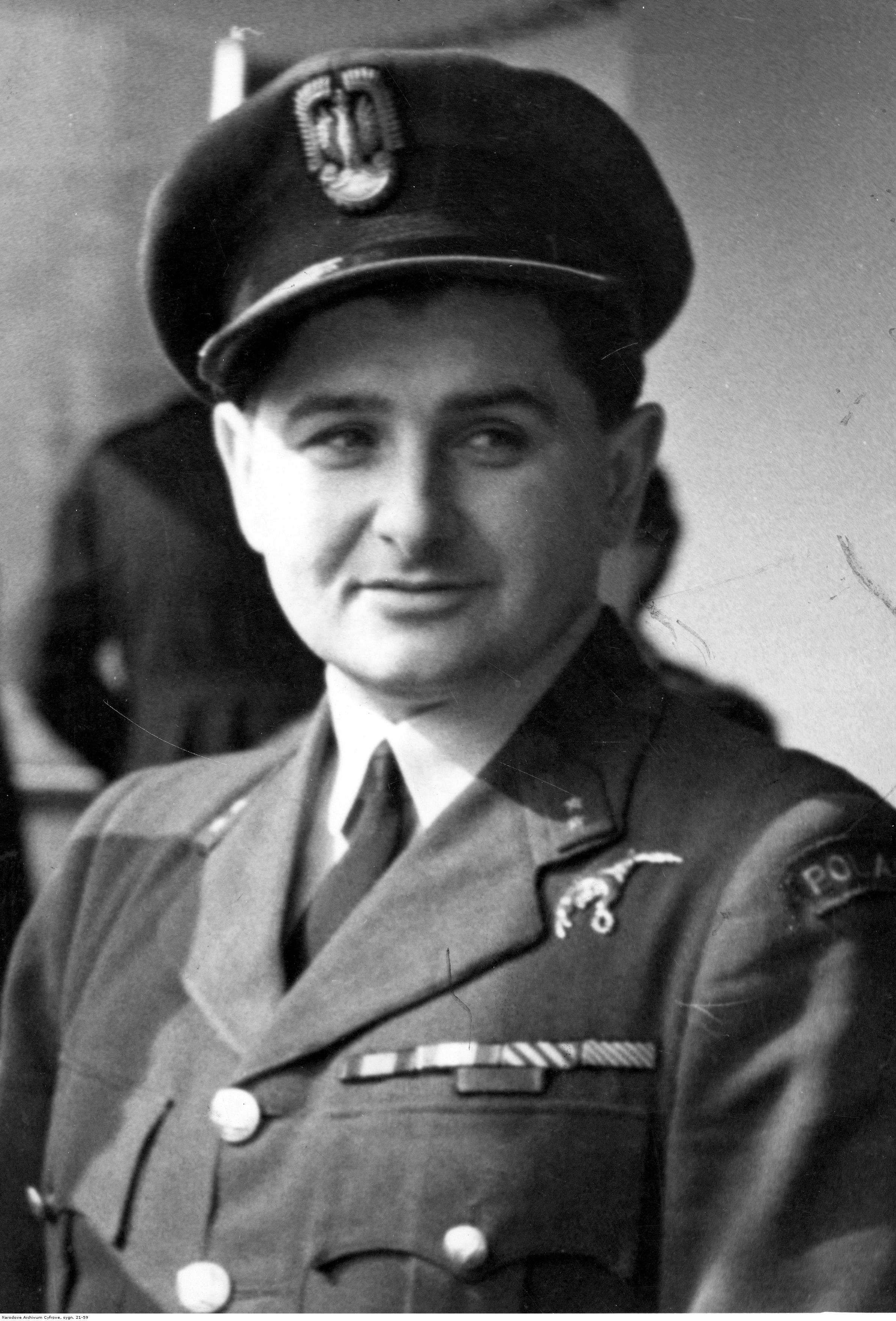
Antoni Głowacki

Venne immediatamente coinvolto in sortite giornaliere senza combattimenti per 10 giorni (aumentando il suo tempo di volo totale sugli Hurricane a 50 ore), fino al 15 luglio quando lo squadron intercettò una formazione di bombardieri in picchiata Junkers Ju 87 Stuka. Le sue prime missioni di combattimento sull'Hurricane Mk.I, SD-A (VZ124) si conclusero con la distruzione di uno Ju 87 e più tardi nello stesso giorno di un Dornier Do 215.  Il suo squadron eseguì quattro sortite durante quel giorno, intercettando i bombardieri su Dover.
A differenza di altri piloti della RAF egli preferiva pilotare esclusivamente un aereo, l'SD-A (V7234), che considerava il suo "fortunato Hurricane". Il 24 agosto 1940, nel corso di tre missioni volate con l'SD-A, abbatté tre caccia Messerschmitt Bf 109 e due bombardieri Junkers Ju 88 su Ramsgate, diventando il primo "asso di un giorno" della battaglia d'Inghilterra.
Il 28 agosto 1940 abbatté un altro Bf 109 mentre volava con l'SD-O (P5193).  Il 31 agosto 1940, durante un attacco a un gruppo di bombardieri Dornier Do 17, rivendicò l'abbattimento di un bombardiere che si era tuffato fuori dalla formazione (anche se in seguito la rivendicazione fu trasformata in probabile), ma fu abbattuto sopra Gravesend e rimase ferito quando il suo Hurricane SD-P (P3208) si schiantò al suolo incendiandosi.  Dopo essere tornato dall'ospedale, rientrò in servizio attivo, fu promosso a Pilot Officer e il 10 febbraio 1941 fu assegnato al No. 55 OTU a Usworth, dove operò come istruttore di volo specializzato in tattiche di combattimento. 
Il 7 novembre 1941, insieme ad altri piloti polacchi che erano stati assegnati agli squadroni della RAF, fu trasferito al No.303 Fighter Squadron dove iniziò a volare sui Supermarine Spitfire. Il 27 aprile e il 19 agosto 1942 conseguì due vittorie probabili ebbe due probabili su Dieppe, rivendicando dei Focke-Wulf Fw 190 condividendo anche l'abbattimento di un Heinkel He 111.
Il 7 febbraio 1943 fu trasferito al No. 308 "City of Kraków" Polish Fighter Squadron, prestando servizio come comandante di volo fino al 22 febbraio 1944.  Dopo un periodo di scambio con l'USAAF nel maggio 1944, fu assegnato alla No. 61 OTU. Dal 9 settembre 1944 al 16 luglio 1945 fu comandante del No. 309 "Land of Czerwień" Polish Fighter-Reconnaissance Squadron equipaggiato con caccia a lunga autonomia North American P-51 Mustang Mk III.  Dal 23 luglio 1945 prestò servizio nel No. 60 OTU e tra ottobre e novembre 1945 prestò servizio nel No. 307 "City of Lwów" Polish Night Fighter Squadron. 
Dal 1º dicembre 1945 fu ufficiale di collegamento del No.13 Fighter Group. Alla fine del 1946 fu comandante del No. 302 "City of Poznań" Polish Fighter Squadron. Il suo ultimo grado nella Royal Air Force fu di Squadron Leader.  Le sue vittorie in tempo di guerra comportarono una serie di controversie, ma gli vengono attribuite otto vittorie, una condivisa, tre probabili e tre velivoli danneggiate. Dopo la guerra, completò le sue memorie che descrivevano in dettaglio le sue missioni di combattimento.
Dopo la smobilitazione emigrò in Nuova Zelanda dove entrò in servizio nella Royal New Zealand Air Force. Come Flight Lieutenant fu istruttore presso l'OTU alla base aerea di Ohakea, convertendo i nuovi piloti dagli aerei da addestramento con motore a pistoni ai caccia a reazione De Havilland Vampire. Si ritirò dal servizio nella RNZAF nel 1960 e divenne ispettore aeroportuale presso il Dipartimento dell'aviazione civile della Nuova Zelanda dove fu responsabile dell'aviazione sportiva ed executive. Morì a Wellington il 27 aprile 1980.

### Annotazioni
1. ↑  Il terzo lo abbatte nel primo pomeriggio subito dopo aver distrutto uno Junkers Ju 88. Il caccia tedesco era in coda a un Boulton Paul Defiant, e nel tentativo di salvare il caccia britannico attaccò immediatamente il velivolo tedesco abbattendolo. Purtroppo anche il Defiant precipitò nel canale della Manica.

### Fonti
1. 1 2 3  Gretzyngier 2001, p. 35.
2. 1 2 3 4 5 6 7 8 9 10 11 12 13 14 15  Samoloty.
3. 1 2 3 4 5 6 7 8 9 10 11 12  Aviationart.
4. ↑  Łukomsk, Polak 1997, p. 413.
5. ↑  Sikora 2014, p. 250.
6. ↑  Sikora 2014, p. 251.
7. 1 2  Gretzyngier 2001, p. 15.
8. ↑  Gretzyngier 2001, p. 258.
9. ↑  Lisiewicz 1949, p. 107.
10. 1 2  Gretzyngier 2001, p. 259.
11. 1 2 3  Battle of Britains.
12. ↑  Gretzyngier 2001, p. 49.
13. ↑  Fiedler 1942, p. 177.
14. ↑  Zieliński 1994, p. 36.